# 박종래
박종래(朴宗來, 1746년 ~ 1831년)는 조선의 문신이다. 본관은 반남이다.

## 생애
정조 때 문과에 급제해서 교리, 헌납, 부수찬, 수찬, 대사간을 하다 다시 순조 때 사간원대사간을 거쳐 이조참의가 되고 황해도관찰사가 된 뒤 홍문관부제학, 이조참판을 거쳐 한성부판윤, 형조판서, 이조판서, 공조판서, 사헌부대사헌, 광주유수를 거쳐 사헌부대사헌, 병조판서를 지내고 판의금부사, 공조판서, 예조판서, 병조판서, 의정부좌참찬을 한 뒤에 이조판서, 형조판서로 좌부빈객을 겸하고 공조판서, 판의금부사를 거쳐 판돈녕부사로 있다가 의정부좌참찬, 판의금부사, 병조판서, 이조판서, 형조판서, 예조판서를 거쳐 판의금부사로 우빈객을 겸한 뒤 공조판서로 있다가 함경도관찰사가 되고 공조판서로 지중추부사를 거쳐 병조판서가 되고 이후 판중추부사, 판돈녕부사가 된다.